# Jürg Solothurnmann
Jürg Solothurnmann (* 22. April 1943 in Zuchwil) ist ein Schweizer Jazzsaxophonist und Journalist.

## Leben und Wirken
Solothurnmann lernte neben dem Klavier auch verschiedene Volksmusikinstrumente. Dann studierte er an der Universität Bern und an der Indiana University in Bloomington (Indiana) Neuere Geschichte, Musikethnologie und Historische Musikwissenschaften. Daneben verfolgte er musikalische und publizistische Projekte. Als Saxophonist studierte er an Swiss Jazz School. Ab 1969 war er als freier Mitarbeiter beim Schweizer Radio DRS tätig und wurde dort 1978 Redakteur.
Zunächst spielte er in der Bigband von Mani Planzer. Von 1977 bis 1984 leitete er das dem New Jazz verpflichtete Quartett „Uepsilon“. Von 1982 bis 1994 bestand die mit Hans Kennel geleitete „Alpine Jazz Herd“, die versuchte, Elemente des zeitgenössischen Jazz mit solchen der traditionellen Volksmusik der Schweiz zu verbinden, mit großem Erfolg auf dem Jazz Festival Willisau und auf internationalen Festivals auftrat und zwei Alben vorlegte. Aus ihr entstand die „Alpine Experience“. Nach seiner „First Aid Band“ gründete er mit Urs Blöchlinger das „Agasul Orchester“, mit dem er auch in Italien und Rumänien auftrat. Gemeinsam mit Ellen Christi, Roger Girod und Thomas Hirt vertonte er Lyrik von E. E. Cummings; mit Evan Parker und „September Winds“ war er mehrfach auf internationaler Tournee. Er arbeitete auch mit John Tchicai, Hermann Keller, Günter Baby Sommer, Joe Sachse, Tony Scott, Bernd Konrad, Alex Schlippenbach, Dieter Glawischnig, Vinko Globokar, Pauline Oliveros, John Fischer, Harry Tavitian und vor allem mit jüngeren Musikern der Schweizer Szene zusammen und führte multidisziplinäre Projekte mit Malern, Schauspielern und Performancekünstlern durch. Ende der 2000er Jahre arbeitete er mit seiner Formation In Transit (Shifting Moods, Konnex Records, 2011), zu der Michael Jefry Stevens (Piano), Daniel Studer (Bass) und Dieter Ulrich (Schlagzeug) gehörten. 
Daneben war er einer der Begründer des musikereigenen Labels „Unit Records“ und wirkte von 1983 bis 1991 in dessen Leitung mit.